# ویلیام بک (دوچرخه‌سوار)
ویلیام بک (انگلیسی: William Beck; ۹ اکتبر ۱۸۹۴ – ۱۴ مهٔ ۱۹۷۵) دوچرخه‌سوار اهل ایالات متحده آمریکا بود. وی در بازی‌های المپیک تابستانی ۱۹۲۰ شرکت کرده است.